# NGC 4042
NGC 4042 في الفهرس العام الجديد، هي مجرة، تقع في كوكبة الهلبة. اكتشفت في 18 مارس 1865 بواسطة ألبرت مارث.

## روابط خارجية
- NGC 4042 على موقع ويكي سكاي: DSS2, SDSS, GALEX, IRAS, Hydrogen α, X-Ray, Astrophoto, Sky Map, Articles and images